# Señor Cautivo de Ayabaca
El Señor Cautivo de Ayabaca es una escultura religiosa de Jesús Nazareno que representa el momento en que, tras ser apresado en Getsemaní, Cristo fue abandonado por sus discípulos, está ubicada en el altar mayor del templo de Nuestra Señora del Pilar en la ciudad de Ayabaca, departamento de Piura, Perú. Su festividad fue declarada Patrimonio Cultural de la Nación como Patrimonio Inmaterial mediante la Resolución Viceministerial N° 063-2013-VMPCIC-MC....

## Origen
En 1751, el Párroco García Guerrero, tuvo la idea de darle al pueblo de Ayabaca una representación escultórica de su «Santo Patrón» y para este proyecto se formó una comisión entre los habitantes del pueblo. Se decidió encomendar la confección de dicha imagen a artesanos ecuatorianos, considerados en ese tiempo, excelentes escultores de imágenes religiosas. 
Con este fin, una delegación partió con destino al Ecuador pero, luego de avanzar unas leguas, se encontraron con «unos caballeros de ropas blancas», que se identificaron como "escultores". Estos personajes misteriosos, acordaron la confección de la imagen bajo tres condiciones:
- Que nadie los viera trabajar
- Que alcanzaran los alimentos una vez al día y la cual sería al amanecer
- Que el precio de la obra sería acordado al final de la misma

Al pasar varios días de no saberse nada, los habitantes del pueblo decidieron entrar en el "taller", encontrándose con la comida intacta y los artesanos habían desaparecido dejando una escultura que hoy es conocida como el "Señor cautivo de Ayabaca". Aquí empezó la leyenda de que la imagen del "Señor" fue obra de ángeles.
El año de 1904, el reverendo Tomás Eliseo Velásquez, inauguró el templo, el que fue refaccionado en 1974. Cuando se reconstruyó la fachada, se agregaron dos escalinatas para facilitar la veneración de la imagen.

## Altar Mayor
El Altar Mayor esta decorado con fino tallado de pan de oro, en la parte superior esta al Señor Cautivo de Ayabaca acompañado de las imágenes de San Martín de Porres, Santa Rosa de Lima y la Virgen del Pilar entre otros.
En la parte posterior del altar se encuentra una pequeña escalera, la cual permite que los fieles veneren la imagen tocando el hábito sagrado.

## Decretos
- El 28 de mayo de 2018 mediante el Acuerdo de Consejo Regional N.º 1469-2018/GRP-CR , se declaró de interés regional la festividad del Señor Cautivo de Ayabaca del 02 al 13 de octubre.
- El 17 de junio de 2019 con Memorando Nº26-2019/GRP-200000-RSF se solicitó declarar Día No Laborable en todo el ámbito del Departamento de Piura, el día 13 de octubre de todos los años, en homenaje a la Peregrinación y Festividad del Señor Cautivo de Ayabaca.
- El 26 de junio de 2019 mediante Oficio N.º 01-2019, con Hoja de Registro y Control N.º 24781 se solicita impulsar la declaratoria de la festividad del Señor Cautivo de Interés Regional y Feriado No Laborable el día 13 de octubre de cada año.
- El 13 de octubre del 2002 mediante el Decreto Episcopal se solicito que se eleve el templo de Nuestra Señora del Pilar de Ayabaca a la categoría de Santuario y el Templo Parroquial a la categoría de Santuario del Señor Cautivo de Ayabaca.

## Festividad y peregrinaje
El 12, 13 y 14 de octubre de cada año se celebra en Ayabaca la festividad en honor al «Milagroso Señor Cautivo» de dicha provincia de la serranía Piurana. En esos días de fiesta, Ayabaca es abarrotada por miles de personas que vienen de diferentes partes del Perú y del extranjero a pedir milagros a Jesucristo representado en esa imagen santa del Señor de Ayabaca. Esta festividad es objeto de una gran devoción que va desde peregrinos que llevan una cruz a cuestas a otros que llegan a dicha localidad apenas con sus mochilas. Con ellos traen instrumentos musicales y sus canciones atenúan la caminata del trayecto hacia la Tierra del Cautivo. Estos grupos de peregrinos son llamados "Hermandades". Las autoridades colaboran con la fe de los peregrinos, socorriéndolos durante el trayecto. 
Se sabe de personas con delitos leves purgando cárcel y que obtienen permiso para retirarse de la penitenciaría y cumplir con su promesa de "peregrinar" hacia el Divino Cautivo. Cumplida tal promesa regresan a su prisión.

## Oraciones
Inicio de la peregrinación en compañía de María
¡Oh bondadosa Madre, Santa María!
En tu terreno caminar
conociste de los viajes y peregrinaciones,
de sus trajines y hasta de sus peligros.
Protégenos a nosotros, hijos tuyos,
que hemos decidido peregrinar
para encontrarnos con tu Divino Hijo, el Señor Cautivo.
Acompáñanos en todo momento;
vela por nuestro bien y por nuestras necesidades;
has que lleguemos con bien a nuestro destino,
y que guiados por tu amor maternal
podamos hallar a Jesús, el Señor Cautivo,
y ofrecerle el homenaje de nuestra fe y amor.
Amén.
Oración del Peregrino
Señor Cautivo:
Después de haber caminado, peregrino para cumplir mi promesa,
te adoro mi Dios y te doy gracias porque has dado tu vida por mí.
Te agradezco todo el bien que me has hecho.
Yo se que tu gracia me acompaña, y que puedo hablar contigo en cualquier parte;
pero he venido a tu santuario y me siento feliz hablando hoy aquí contigo.
Quiero tocarte, pero más importante, quiero que Tú toques mi corazón
y lo transformes para ser mejor cristiano, y así trabajar con empeño
por construir un mundo más justo y reconciliado.
Que cuando regrese a mi casa, lleve a los míos la paz de haberme encontrado contigo,
y que en mi pueblo sepa compartir la fe y mi alegría con aquellos que no te conocen.
Hoy a tus pies, Señor Jesús Cautivo, prometo con tu ayuda dejar mi pecado,
y vestir el hábito limpio de la santidad, de la verdad y del amor.
Amén.
Bendíceme Señor Cautivo
Señor Cautivo:
Con humildad vengo ante tu presencia.
Que gozo tan grande es estar ante Ti.
Te doy gracias y te alabo por tu Majestad infinita.
Por favor perdóname todos mis pecados.
Señor, vengo ante Ti pobre y humilde.
Quiero alabarte.
Quiero amarte con todo mi corazón, con toda mi mente, con todo mi ser.
Te pido que me levantes ante tu presencia. Que brille tu luz sobre mí.
Permíteme caminar contigo y seguir tus pasos, pues quiero ser como Tú.
Protégeme y bendíceme, oh mi Señor Jesús Cautivo.
Lléname de tu Espíritu.
Concédeme amor, paz y alegría.
Sáname de mis enfermedades y de mis pecados.
Bendíceme y santifícame, oh Señor.
Hazme una bendición para todos aquellos a mí alrededor.
Amén.

## Himno
A Ti, Señor Cautivo,
¡Piedad, Señor, piedad!
Si grandes son mis culpas,
mayor es tu bondad.
1.Por tu preciosa Sangre,
piedad, Señor, piedad…
Si grandes…
2.Por tu pasión y muerte,
piedad, Señor, piedad.
Si grandes…
3.Por tu costado abierto,
piedad, Señor, piedad.
Si grandes…
4.Por tu afligida Madre,
piedad, Señor, piedad,
Si grandes…
Himno Del Sr Cautivo (Ayabaca)
Jesucristo Cautivo,
Ayabaca hoy te aclamo con gran devoción. 
Tú eres Dios y tu amado del Padre y del hombre eres tú el  salvador. 
Peregrinos de un pueblo que marcha a la patria, hacia el cielo y hacia Dios.
El amor es el lema que guíe nuestro anhelo de liberación. 
Una tierra más justa queremos con trabajo, con paz, con  amor para hacerlo de un mundo más bello donde todos vivamos mejor.

Nuestra fe  inquebrantable en María su pilar y modelo encontró para estar al servicio como ella la  esclava de Dios se llamó.